# Diorhabda carinulata
Diorhabda carinulata es una especie de insecto coleóptero de la familia Chrysomelidae. Fue descrita por Desbrochers en 1869.
Originaria del Paleártico. Ha sido introducida intentionalmente a los Estados Unidos para controlar a la planta invasora, Tamarix.